# Lombäcksflarken
Lombäcksflarken är en sjö i Ljusdals kommun i Hälsingland och ingår i Ljusnans huvudavrinningsområde. Sjön har en area på 0,294 kvadratkilometer och ligger 407,9 meter över havet. Sjön avvattnas av vattendraget Voxnan.

## Delavrinningsområde
Lombäcksflarken ingår i det delavrinningsområde (685530-143716) som SMHI kallar för Utloppet av Lombäcksflarken. Medelhöjden är 418 meter över havet och ytan är 3,05 kvadratkilometer. Räknas de 22 avrinningsområdena uppströms in blir den ackumulerade arean 195,44 kvadratkilometer. Voxnan som avvattnar avrinningsområdet har biflödesordning 2, vilket innebär att vattnet flödar genom totalt 2 vattendrag innan det når havet efter 215 kilometer. Avrinningsområdet består mestadels av skog (41 procent) och sankmarker (38 procent). Avrinningsområdet har 0,3 kvadratkilometer vattenytor vilket ger det en sjöprocent på 9,7 procent.